# Лугано (хокейний клуб)
Лугано (італ. HC Lugano) — хокейний клуб з міста Лугано, Швейцарія. Заснований у 1941 році. Виступає у чемпіонаті Національної ліги А. Домашні ігри команда проводить на арені «Ресега» (7,800).
Чемпіон Швейцарії — 7 разів: (1986, 1987, 1988, 1990, 1999, 2003, 2006).
Третє місце в розіграші Континентального кубка в 2003 та 2004 роках.
Фіналіст Кубка Шпенглера 2015 року.

## Історія
Хокейний клуб Лугано створений 11  лютого 1941 року.  1 грудня 1957 відкрита нинішня арена Ресега зі штучним льодом. 
У сезоні 1963/64 команда потрапляє до Національної ліги В. У сезоні 1970/71 вдалося пробитися до Національної ліги А, з якої вилітіли у сезоні 1972/73.
У сезоні 1981/82 ХК Лугано, повертається до НЛА і з того часу є постійним учасником чемпіонату Швейцарії у вищому дивізіоні.
1 березня 1986 року ХК Лугано виграв свій перший чемпіонат Швейцарії. Після успішного захисту титулу через рік у 1987 році, деякі виконавці залишили клуб. У кінці сезону 1986/87 закінчив кар'єру Альфіо Моліна, який вплинув на зростання клубу в НЛА. Пішли, зокрема, такі зірки: Карі Пекка Елоранта, Петер Якс, Томас Врабец, Дідьє Массі та Раймонд Валдер. Незважаючи на значні кадрові втрати, команда втретє поспіль виграла титул чемпіона Швейцарії.
У сезоні 1988/89 ХК Лугано програли п'яту й останню гру в фіналі на власній арені Ресега СК Берн, це стало першою поразкою у фіналі за останні чотири сезони. У сезоні 1989/90, в четвертій грі фіналу перемогли СК Берн з рахунком 4:2, вигравши свій четвертий титул чемпіонів. Сезон 1991/92 років став кінцем великої епохи: Лугано після дев'яти років співпраці з тренером Джоном Слетволлом припинив з ним контракт. Незважаючи на численні нові придбання ХК Лугано не здолав стадію чвертьфіналу в плей-оф у наступних сезонах.
Під керівництвом тренера Джима Колеффа у сезоні 1998/99, ХК Лугано виграв чемпіонат Швейцарії вп'яте, завдавши поразки у фіналі ХК Амбрі-Піотта.
У сезоні 2001/02 до хокейного клубу Лугано приєднався фінський захисник Петтері Нуммелін.
У фіналі сезону 2002/03 років зустрілись ХК «Давос» і Лугано. У перших двох іграх команда з Давоса на Вайлент Арені здобула дві перемоги, наступні чотири матчі виграли хокеїсти Лугано, в підсумку завоювавши шостий титул в історії клубу. 
Під час локауту в НХЛ, у сезоні 2004/05, до команди приєднались такі зірки, як Алекс Тангьє, Джейсон Блейк, Мартін Желіна, Глен Метрополіт, Джейсон Йорк та Вілле Пельтонен. 13 квітня 2006 року команда здобула сьомий титул на власній арені Ресега.
2010 клуб підписав партнерську програму з клубом міста Беллінцона, а також з командою ХК Цересіо про підготовку молодих гравців з трьох клубів у нижчих дивізіонах чемпіонату Швейцарії. Влітку 2012 року, ХК Цересіо злився з ГДТ Беллінцона.
Сезон 2014/15 клуб регулярний чемпіонат завершив на третьому місці, а у плей-оф (чвертьфінал) поступився «Серветт-Женева» 2:4.

## Закріплені номера
- #1 Альфіо Моліна
- #2 Сандро Бертаджа
- #24 Пат Шафхаузер
- #44 Енді Незер